# Райнальд фон Урслинген
Райнальд фон Урслинген (нем. Reinold von Urslingen, ит. Rainaldo di Urslingen) (ок. 1185 — ок. 1240?) — герцог Сполето с 1218/1223 по 1230.
Отец Рейнальда Конрад фон Урслинген (ум. 1202) в 1177 году получил от императора Фридриха Барбароссы герцогство Сполето, но в 1198 году был вынужден отказаться от него в пользу папы Иннокентия III.
В 1209 году Оттон Брауншвейгский назначил герцогом Сполето Дипольда фон Швайнспойнт (ит. - Дипольдо ди Ачерра). Но по приказу нового короля Фридриха II тот был отстранён от власти и арестован.
Став императорским легатом в Тоскане (1218), Райнальд фон Урслинген предъявил права на итальянские владения отца. Получив поддержку Фридриха II, он утвердил свою власть в Сполето.
Отправляясь в крестовый поход (1228), император назначил Райнольда своим викарием в Тоскане и Анконской марке. Воспользовавшись должностью, тот захватил часть территории папской области, за что был отлучён от церкви.
В 1229 году Фридрих II вернулся из Палестины. Желая помириться со Святым престолом, он в 1230 г. вернул папе герцогство Сполето.
После этого Райнольд фон Урслинген поссорился с императором и подвергся опале, в 1233 г. выслан из Италии.
В документах, датированных 1241 и 1251 годами, упоминается Райнальд фон Урслинген. Возможно, он еще был жив к тому времени, или это его племянник Райнальд II, который тоже называл себя герцогом Сполето.